# Презентеїзм
Презентеїзм або робота під час хвороби — це акт або культура співробітників, які продовжують працювати як перформативний захід, незважаючи на зниження рівня продуктивности або негативні наслідки. Зниження продуктивности під час презентації часто пов’язано з хворобою, травмою, виснаженням чи іншими умовами, але презентеїзм також може описати роботу під час інфекційної хвороби, що має додатковий ризик створення епідемії на робочому місці.
Багато різних мотивів можуть привести до презентеїзму. Працівник може прийти на роботу, тому що йому просто потрібні гроші і він не може дозволити собі відпустку через хворобу. Лікарі можуть відвідувати роботу під час хвороби через відчуття незамінности. Крім того, через любов і відданість справі можна було йти на роботу; в цьому випадку це можна вважати актом організаційної громадянської позиції та викликати захоплення у колег. Інші причини включають відчуття, що перспективи кар’єрного зростання можуть бути завдані шкоди, якщо вони візьмуть відпустку, і очікування присутности з боку керівництва.
Презентеїзм укорінений у культурі певних галузей і регіонів світу. У Сінгапурі та інших країнах Східної Азії зазвичай працівники залишаються в офісі навіть після завершення роботи, чекаючи, поки їх бос піде. Роботи з великим навантаженням часто асоціюються з презентеїзмом. Деякі професії, такі як благополуччя та викладання, можуть бути більш схильними до презентеїзму.  Трудоголіки та люди, які базують свою самооцінку на продуктивности, зазвичай демонструють більш високий рівень презентеізму.
У той час як контрастний предмет абсентеїзму історично приділяв велику увагу в науках про менеджмент, презентеїзм досліджувався лише нещодавно.

## Конструкційна валідність
Вчені надали різні описи цього поняття. Наприклад, Сімпсон стверджував, що презентеїзм — це «тенденція залишатися на роботі понад час, необхідний для ефективної роботи на роботі». Аронсон, Ґустафссон і Даллнер писали, що це означає відвідувати роботу, навіть якщо людина відчуває себе нездоровим. У нещодавньому огляді літератури Джонс підкреслив відсутність згоди між багатьма визначеннями. Автор стверджував, що багато визначень не є корисними і що цей термін найчастіше визначають як роботу під час хвороби. Він також зазначив, що визначення презентеїзму, які зосереджені на відвідуванні роботи під час хвороби, отримали більше доказів конструктивної валідности. Іншими словами, якщо визначити як прихід на роботу хворим, презентеїзм, здається, більше пов’язаний із змінними логічного результату та корелятами.
Просто розглядати презентеїзм як негативний акт, що призводить до втрати продуктивности та погіршення здоров’я, може обмежувати потенційний аналіз конструкції.

## Зв'язок з прогулами
У деяких випадках науковці пов’язують презентеїзм із прогулом, тобто тенденцією не з’являтися на заплановану роботу. Крім того, Джонс описав уявлення про те, що деякі вважають, що фактори, які знижують прогули, підвищать презентеізм. Однак він заявив, що це правдоподібно, але не завжди так, оскільки він зазначив, що Aronsson et al. виявив високі показники презентеізму в галузях, де також був високий рівень прогулів.
Крім того, дослідження, що вивчає абсентеїзм, іноді використовуються для того, щоб зробити висновки про презентізм. Наприклад, Віртанен, Ківімакі, Еловайніо, Вагтера та Феррі виявили, що працівники демонстрували набагато більший рівень прогулів, коли вони стали постійними працівниками. Автори вважали, що це збільшення могло бути пов’язане зі зниженням попередніх рівнів презентеїзму. Однак вони не вимірювали безпосередньо презентеїзм. Коментуючи таку дослідницьку поведінку, Джонс у своєму огляді літератури сказав, що дослідники не повинні робити висновок про презентеізм з даних про прогули. Натомість автор зазначив, що обидві конструкції слід вимірювати одночасно.

## Попередники

### Постійна та тимчасова робота
Тимчасове та постійне працевлаштування часто розглядаються при дослідженні попередників презентеїзму. Точніше, дослідники вивчали ці посади з думкою про те, що відсутність гарантій роботи призведе до того, що ті, хто не має постійних посад, частіше приходять на роботу, навіть якщо вони хворі. Однак ця гіпотеза не знайшла повної підтримки. Аронсон та ін. виявив, що постійні працівники більш схильні до презентеїзму, ніж ті, хто займає більш сезонні посади. Навпаки, Аронсон і Ґустафсон не виявили впливу типу роботи. Крім того, Heponiemi et al. виявили, що працівники, які працюють на визначений термін, а не постійні працівники, рідше повідомляють про роботу під час хвороби, і робота Бокермана та Лаукканена підтвердила цей висновок. На основі цих непереконливих результатів Джонс зазначив, що дослідникам довелося переглянути гіпотезу про незахищеність роботи.

### Професії та робоче середовище
Особи, які працюють за певними професіями, можуть бути більш схильними до презентеїзму. У дослідженні, проведеному в Швеції, Aronsson et al. виявили, що ті, хто надає соціальні та навчальні послуги, демонструють вищі показники презентеізму. Автори зазначили, що ці працівники часто працювали з тими, хто належить до більш уразливих груп населення, наприклад літніх людей. Поза освітою та охороною здоров’я більшість професій мали нижчий рівень презентації; однак результати свідчать про те, що на роботах з високим ризиком, які мали більше фізичного навантаження та стресу, спостерігався підвищений рівень презентеїзму. Певне робоче середовище може стимулювати презентеїзм. Щоб дослідити цю тему, Дью, Кіф і Смол якісно дослідили приватну лікарню, велику державну лікарню та невелику фабрику. У приватній лікарні з боку керівництва було невеликого тиску, щоб він демонстрував презентеїзм; однак, здавалося, що між персоналом існувало почуття родини, а сильна лояльність до колег спонукала співробітників приходити на роботу нездоровими. Державна лікарня мала дистанційне керівництво, але презентеїзму сприяла «вірність професійному іміджу, колегам і закладу в цілому». Нарешті, на фабриці був сильний тиск з боку керівництва, щоб співробітники демонстрували презентеїзм. Крім того, у працівників часто було мало інших варіантів працевлаштування, що часто призводило до посилення презентеізму.

### Легкість заміни
Легкість, з якою когось можна замінити на роботі, також впливає на рівень презентації. Зокрема, якщо хтось відчуває, що його чи її не можна замінити, ця особа більш схильна відвідувати роботу під час хвороби. Часто з цього приводу обстежуються лікарі. Наприклад, Jena et al. вивчали мешканців під час навчання та відзначали високі показники презентеізму, які, на їхню думку, були результатом відчуття незамінности. Подальше розширюючи дослідження в галузі медицини, Маккевітт, Морган, Дандас і Холланд вивчили сотні медичних працівників і виявили, що понад 80 відсотків респондентів працювали під час хвороби. Особи перерахували деякі з причин, чому вони не взяли лікарняних, і багато хто посилався на той факт, що вони відчували великий тиск на роботу. У деяких випадках лікарі загальної практики не хотіли обтяжувати своїх партнерів, і багато хто відчував сильну прихильність до роботи, що не дозволяло їм брати лікарняні.

### Навантаження та вимоги до роботи
Роботи з великими навантаженнями та багатьма вимогами часто пов’язані з більш високим рівнем презентеізму. Каверелі, Каннінгем і Макгрегор вивчали канадські фірми і відзначали, що презентеїзм часто не був результатом незахищености роботи. Натомість люди вважали, що повинні приходити на роботу хворими або травмованими, оскільки вважали, що у них велике робоче навантаження, багато термінів і часто дуже мало резервної підтримки. Доповнюючи це відкриття, McKevitt et al. також виявили, що люди боялися, що їхня робота накопичиться, якщо вони не підуть на роботу. Більше того, Демеруті, Ле Блан, Баккер, Шавфелі та Гокс вивчили вимоги до роботи і виявили, що вони мають позитивний зв’язок з презентеїзмом. У разі цього дослідження автори визначили вимоги до роботи як аспекти роботи, які вимагають фізичних та/або психологічних зусиль.

### Трудоголізм
Ті, хто проявляє трудоголізм, як правило, демонструють більш високий рівень презентеізму. За визначенням Шавфелі, Баккера, ван дер Гайдена і Прінса, трудоголіки, як правило, працюють надмірно і компульсивно, і вони внутрішньо мотивовані працювати в надмірній мірі. На додаток до їх високого рівня презентеізму, Шавфелі та ін. виявили, що трудоголіки також демонстрували найвище вигорання та найнижчий рівень щастя порівняно з іншими групами, які не були визначені як трудоголіки.

### Самооцінка, заснована на результативности
Самооцінка на основі продуктивности (PBSE) також вважається ще одним антецедентом презентеїзму. Цей термін описує ідею про те, що самооцінка індивідів може залежати від їхньої діяльности. Співробітники, які демонструють високий рівень цієї конструкції, повинні довести свою цінність під час роботи. Любов та ін. виявив, що PBSE позитивно передбачає презентеїзм; однак автори також виявили, що зв'язок між PBSE та презентеізмом посилився, коли працівники відчували високі фізичні та психологічні вимоги до роботи. Цей висновок припустив, що вимогливе робоче середовище може взаємодіяти з надмірно амбітними стилями роботи співробітників, що може призвести до надмірної продуктивности та підвищення рівня презентації.

### Фактори здоров'я
Деякі фактори здоров’я є факторами ризику презентеїзму, а не прогулу. Боулз, Пеллетьє та Лінч досліджували різноманітні симптоми емоційного та фізичного здоров’я та відзначили, що шанси повідомити про презентеізм були найбільшими для тих, хто страждає від високого стресу, порівняно з тими, хто не відчував стресу. Ті з поганим харчуванням і меншою емоційною самореалізацією також повідомили про вищий рівень презентеізму, ніж ті, хто не має цих умов. Дослідники відзначили, що люди з цукровим діабетом, як правило, повідомляли про більш високий рівень прогулів, ніж ті, хто не має цього захворювання. Особи, які не займалися фізичною активністю, були більш схильні повідомляти про більш високий рівень як прогулів, так і презентеізму в порівнянні з тими, хто брав участь у певній фізичній активности.

## Наслідки

### Втрата продуктивности
Одним з наслідків презентеізму є втрата продуктивности, і вчені намагалися оцінити ці показники продуктивности. При дослідженні зниження продуктивности, однак, мається на увазі, що втрати вимірюються відносно відсутности конкретної хвороби чи проблеми зі здоров’ям.  Крім того, у порівнянні з відсутністю на роботі, ті, хто демонструє презентеїзм, можуть бути набагато продуктивнішими. Тим не менш, велике дослідження Goetzel et al. Підраховано, що в середньому в Сполучених Штатах витрати на презентетичність працівника або втрата продуктивности на робочому місці становлять приблизно 255 доларів США. Крім того, автори дійшли висновку, що з усіх витрат, пов’язаних зі здоров’ям, з якими стикаються роботодавці, від однієї п’ятої до трьох п’ятих цих витрат можна було б пояснити втрату продуктивности на робочому місці. Доповнюючи це дослідження, Шульц і Едінґтон надали детальний огляд впливу певних станів здоров’я на продуктивність. Ці автори досліджували такі стани, як алергія, артрит, хронічний біль, діабет та розлади психічного здоров’я. Дослідження в огляді показали, наприклад, що збільшення пилку пов’язане зі зниженням продуктивности. Більше того, Шульц і Едінґтон відзначили, що хронічний біль потрібно вивчати більш ретельно, щоб краще зрозуміти його вплив на продуктивність.

### Погане самопочуття і виснаження
Втома та погане здоров’я в майбутньому часто є іншими наслідками презентеїзму. Наприклад, Берґстром, Бодін, Гаґберґ, Аронсон і Джозефсон виявили, що презентація хвороби була фактором ризику майбутніх лікарняних. Крім того, у своєму дослідженні вимог до роботи та презентеїзму, Демеруті та ін. виявив, що презентеїзм призводить до підвищеного виснаження.
Презентеїзм також може вплинути на виробничий травматизм працівників. Дослідження 2012 року, проведене Національним інститутом безпеки та гігієни праці, показало, що працівники, які мають доступ до оплачуваної відпустки по хворобі, мали на 28% менше шансів отримати травми, не пов’язані зі смертю, ніж працівники, які не мають доступу до оплачуваної відпустки по хворобі.

### Епідемії на робочому місці
У випадку інфекційного захворювання, такого як грип, культура презентеізму неминуче також призведе до подальших інфекцій серед працівників, посилюючи погані наслідки і призводячи до набагато ширшої проблеми. У 2014 році в опитуванні Canada Life Insurance понад 80% респондентів заявили, що вони захворіли в результаті інфекції, зараженої на робочому місці.

## Вимірювання презентеїзму та його впливу на продуктивність
Науковці часто оцінюють презентеїзм з точки зору того, як часто людина відвідує роботу, будучи нездоровою. Наприклад, Aronsson et al. запитав учасників, наскільки протягом минулого року вони виходили на роботу, незважаючи на відчуття, що їм слід було взяти лікарняний. Респонденти могли вибирати: ніколи, один раз, від двох до 5 разів і більше ніж 5 разів. Інші дослідники досліджували частоту презентеїзму, задаючи учасникам подібне запитання. Однак відповіді були за шкалою «заклинання одноденного презентеїзму, заклинання 2-4-денного презентеізму та заклинання 5-денного або більше презентеізму».
Науковці часто оцінюють презентеїзм з точки зору того, як часто людина відвідує роботу, будучи нездоровою. Наприклад, Aronsson et al. запитав учасників, наскільки протягом минулого року вони виходили на роботу, незважаючи на відчуття, що їм слід було взяти лікарняний. Респонденти могли вибирати: ніколи, один раз, від двох до 5 разів і більше ніж 5 разів. Інші дослідники досліджували частоту презентеїзму, задаючи учасникам подібне запитання. Однак відповіді були за шкалою «заклинання одноденного презентеїзму, заклинання 2-4-денного презентеізму та заклинання 5-денного або більше презентеізму».

## Наслідки для практики
Враховуючи популярність та вартість презентеїзму, вчені запропонували різноманітні напрямки дій для роботодавців. Компанії повинні впроваджувати оздоровчі програми для своїх співробітників, спрямовані на підвищення здоров’я та продуктивности. Ці організації, однак, повинні усвідомлювати, що наслідки цих програм можуть мати негайний вплив на презентеїзм, а не просто абсентеїзм. Під час оцінки ефективности своїх програм фірми повинні усвідомлювати цей факт. Доповнюючи цю пропозицію, Шульц і Едінґтон написали, що співробітників необхідно ефективно навчати, щоб вони могли краще керувати своїм здоров’ям. Вони також прокоментували, що роботодавці повинні враховувати стан здоров’я працівників з низьким ризиком, а також тих, хто має проблеми зі здоров’ям високого ризику. У Сполучених Штатах ще однією запропонованою відповіддю було вимагати надання всім працівникам оплачуваної лікарняної та сімейної відпустки. У листопаді 2006 року Сан-Франциско став першою юрисдикцією, яка прийняла такий закон.

## Майбутні напрямки та дослідження
Хоча в розумінні презентеїзму досягнуто прогресу, багато можливих тем для дослідження все ще залишаються. У своєму огляді літератури Джонс сказав, що презентеїзм повинен бути пов’язаний з іншими конструкціями, такими як відношення до роботи та особистість. Крім того, уроки абсентеїзму можна було б застосувати до презентеїзму. Наприклад, абсентеїзм можна визначити як добровільний і мимовільний, і вчені могли б розглянути можливість застосування таких ідей до презентеїзму. Нарешті, конструкція може бути пов’язана з іншими елементами роботи. Зокрема, як презентеїзм пов’язаний з віддаленою роботою? Чи демонструє презентеїзм людина, яка працює вдома, коли хворіє?